# Isabel Tejerina
Isabel Tejerina Lobo (Mieres, 1949-Santander, 2 de noviembre de 2024) fue una activista feminista española, profesora de educación infantil y catedrática de Didáctica de la Lengua y la Literatura de la Universidad de Cantabria.

## Trayectoria
Es licenciada en Filología Románica. En sus primeros años como docente, participó en movilizaciones universitarias como la de los profesores no numerarios conocidos como PNNs. Llegó a Cantabria para trabajar como profesora del Instituto Besaya de Torrelavega y tres años más tarde, fue profesora de la Escuela de Magisterio de la Universidad de Cantabria. También es investigadora del teatro para niños y del juego dramático.
Sus inicios en política fueron en el Frente de Liberación Popular (FLP). Cofundó en 1976, junto a Jaime Blanco, Pedro Martínez, Juan Irigoyen, Benito Huerta y Pedro Ruiz Pombo el Comité Cívico de Santander. Continuó en el Partido Comunista de España (internacional), escisión más a la izquierda del PCEi, que poco más tarde se denominó Partido del Trabajo de España, del que fue secretaria general. En 1979, representando a este partido en las primeras elecciones municipales, se convirtió en la primera concejala mujer del Ayuntamiento de Santander. En 1982, fue expulsada del consistorio por el alcalde Juan Hormaechea con apoyo de Alianza Popular (AP), por haber ocupado una vivienda social vacía.
A lo largo de su vida, ha luchado por diversas causas como la del fondo del 0,7% del personal de la Universidad de Cantabria, la defensa de las personas migrantes a través de la Plataforma contra la Exclusión Sanitaria, la ayuda a los refugiados sirios desde organizaciones como Pasaje Seguro y Amnistía Internacional o la defensa de las libertades a través de Libres, la Asamblea cántabra en defensa de las libertades y contra la represión de las protestas. Ha formado parte de otras organizaciones como la Asociación de Mujeres Universitarias o la Asociación Democrática de la Mujer al lado de personas como Carlos Álvarez Nóvoa, Mila Gárate, José Miguel Castro, Juan Manuel Freire o Silvia San Vicente, y los intelectuales Martín Alonso y Carlos Taibo. Fue presidenta de la Asociación Universidad y Solidaridad de la Universidad de Cantabria.
En 2007, dirigió el primer taller del Aula de Teatro de la Universidad de Cantabria, que puso en escena el montaje Una mora frente a mí en el espejo, un texto de Juan Manuel Freire, que se estrenó el 18 de diciembre, en el Aula Magna del Edificio Interfacultativo, donde se puso a la venta café solidario de la Asociación Universidad y Solidaridad y labores artesanales palestinas de Mujeres de Negro antes del espectáculo.
En 2017, abrió el ciclo Nosotras/ Gu Geu, una iniciativa de las librerías La Vorágine (Santander) y Louise Michel (Bilbao) con el apoyo de la Fundación Santander Creativa cuyo objetivo es rescatar la memoria colectiva de mujeres de Santander y de Bilbao que hayan trabajado en los últimos cien años en la cultura crítica.
Sus trabajos y publicaciones se han centrado principalmente en la pedagogía de la expresión dramática y en el teatro para la infancia, herramienta que usa para la educación intercultural.
Su interés por el teatro le ha llevado a formar parte de Unos cuantos, agrupación de teatro aficionado que monta obras de carácter social, colabora con movimientos sociales y centros culturales y da clases en la Asociación Cultural QUIMA y en otros espacios sociales de Santander.